# ロボとうさ吉
『ロボとうさ吉』は、加藤和恵の漫画作品。『月刊少年シリウス』（講談社）で連載された。スペースオペラを採用している作品である。全5巻。2005年7月号から連載され、2006年11月号で天王星編が完結。同年12月号から外伝『ロボとうさ吉外伝 スターゲイザー』が開始されるも第1回が掲載されただけで終了となり、単行本にも収録されていない。打ち切り作品であるため、外伝ともに未完となっている。

## 世界観

### 種族
この世界における人種は大きく分けて八種類の「個体種（スタンダード）」と「個体種（スタンダード）」同士から生まれる混成種（ハイブリッド）がいる。うち現時点で分かっているのは個体種（スタンダード）5種と、混成種（ハイブリッド）の中から1000000万分の1の確率で生まれるレア・混成種（ハイブリッド）。各種族の詳細は不明だが、今までの登場人物から、同じ猫人種（バステトイド）からさらに、ライオンの特徴を持つものや黒豹の特徴を持つものに分かれていることが判明している。こうした個体種（スタンダード）の中からさらに分かれる種族の表記がどのように行われるかは不明。
猿人種（アルフォイド）
サル型の人種。外見や能力は現実世界の人間と変わらない。
猫人種（バステトイド）
ネコ型の人種。別名「牙族」。天王星を統治する種族。この種族の政治では「王」は女性であり、その夫は「王佐」という地位につく。女王という地位は存在しない。
犬人種（アヌビソイド）
イヌ型の人種。現時点では詳細は不明。名前の由来は神話のアヌビス神（犬の姿をした神様）から。
兎人種（セレノイド）
ウサギ型の人種。別名「月精民族」。また「戦士の一族」とも呼ばれる。他の種族にはない発達した筋力を持ち、特に脚力は数千トンから数万トンもの破壊力を持つ。銃弾などははじき返すことができ、生身の人間が勝つことは不可能に近い。
齧歯人種（キューソイド）
ネズミ型の人種。詳細は不明。
混成種（ハイブリッド）
違う種族の親同士から生まれる人種。顔や手は猿人種（アルフォイド）と同じだが耳や尻尾に違う人種の特徴が出る。
レア混成種（レアハイブリッド）
混成種（ハイブリッド）の中から、10000000分の1の確率で生まれる突然変異（ミュータント）。超人的な身体能力のほかに変身能力を持ち、変身後の能力は変身前の数百倍に及ぶ。変身能力に個体差があるかどうかは現時点では不明。

### 月精古武術
月精民族が修練する格闘武術。男は早い段階から覚えさせられ習得する。うさ吉は免許皆伝者。現在月齢1と4と23 - 、28、30まで確認されている。また、威力は数千トンにも及び、月齢同士で組み合わせた「月精古武術月齢コンボ」というのが存在している。
- 月齢1…初月（斜めか上へと蹴り上げる）
- 月齢2 - 3…不明
- 月齢4…三日月（半径状に空中ジャンプし相手を粉砕する
- 月齢5 - 23…不明
- 月齢24…虚弓（高速移動で相手を蹴り上げる）
- 月齢23…名残（残像を残しながら高速移動）
- 月齢25…始生魄（一回転後方キック）
- 月齢26…二十六夜（相手の腹部に強烈なドリルキック）
- 月齢27…不明
- 月齢28…兎輪（体をボールの様に回転させるスピンアタックキック
- 月齢29…不明
- 月齢30…満月（上空を高く跳び、体を高速回転させながら全ての物を破壊する月精古武術最終奥義）

### 未惑星（プラネイド）707
- 赤道直径：約1500km
- 中心核：岩石・金属・メタンの氷
- 表層は不法投棄されたゴミ（鉄屑）や氷

連載第一回に登場。ロビンとドガが住んでいた鉄屑ばかりの惑星。ロビンはうさ吉に出会う前は此処に住んでいて、彼との出会いをきっかけに惑星を後にする。

### 太陽系第一惑星 地球
- 赤道直径：12.756km
- 中心核鉄・ニッケル・ケイ酸塩
- 表層は窒素・酸素を主とする大気と地表の約70%を占める海洋

はるか昔、今よりもずっと高度な科学力を持ち、太陽系中の星と種族を支配していたという伝説の星。今の太陽系の生命と科学は全てこの星から生まれたという伝説がある。「アシエンダ」という都を中枢に栄えていたが、9千万年前に文明ごと忽然と消失。その原因は不明。ロビンとうさ吉が目指す作中最大の鍵を握る星。現在はその惑星と衛星一つの利用価値が太陽系連合（ソレンニダート）に目をつけられ、軍（ソル）の本拠地となっている。

### 太陽系第四惑星 天王星牙王族連邦
軍（ソル）と対立する強大な権力を持つ惑星国家。牙族という、王族と九つの氏族からなる一族が治める星。惑星自体には人間は住んでおらず、天王星を囲むコロニーに人々は住まう。昔は惑星内で様々な鉱石や貴重な物質が発掘されており、そのお陰で鉄鋼や合金技術の優れた星となった。現在、その豊かな鉱物資源を太陽系共通の財産とする太陽系連合（ソレンニダート）＝軍（ソル）と十年に渡り争いが続いている。四年前に軍によるガ・ルーザ王の暗殺未遂事件が起き、危険を感じたルーザはまだ幼かったマナをコロナファミリアに預けた。
食生活・衣服
防寒服を着ている人間が多い。食生活は軍との抗争激化により食料の供給が乏しくなっている。

### 太陽系第六惑星 コロナファミリア
- 赤道直径：93.512km
- 中心核：マザーAIと超重力発生コア。表層は主に住居区
- 内部構造は廃棄物・下水処理区や貯水槽など主要七層の他重層構造

モデロイールチン（七代目）が元首の人工惑星。全体的にアジアの様な街が立ち並び、出店などは台湾を思わせる。ろくな法律や制度はない為浮浪者があたりをうろついているが街全体は賑やか。
また、年に一回「サテライトラックレース」という宇宙レースが開催される。ルール自体は惑星を一周しゴールを目指すという簡単な物だが、武器武装などが許可されているのでレーサ達の潰し合いが絶えない。優勝者が出なかった場合、その年の優勝賞金が次回の賞金に加算される。下記の記述は第4回の出場者チーム名である。
- 「セクスィージョー」
- 「バティストソウル」
- 「ゴットヘラクレス」（一昨年の優勝者）
- 「スピードキング」（赤の七ナンバー3 ガルシア・ヴァルカン）
- 「オサレヤ」（ロビン、モモ、うさ吉）

レースは、途中で軍がコロナファミリアに侵入して来てしまいレースは決着のつかないまま中止となった（コロナファミリアは軍の支配下に）。
衣服・食生活
アロハシャツや薄着などの現実世界で言うハワイや亜熱帯の様な服装をしている人達が多く、飲料物は酒やワインが多い。

### 月
地球の惑星。太陽系連合軍本部基地。

### 太陽神（アポロ）
遥か9万年前に、地球の人々が世界を支配するために作った擬似的な神。しかし、太陽神はあまりにも強大な力をもっていたため地球を滅ぼした。太陽神の持つ能力は以下の通り。
- 大人を軽々持ち上げる程の怪力
- ビームで相手を粉砕
- 万物全てを吸い込む力
- 近距離の物体を内部爆発

半身であるロビンの元へ現れる時は、黒塗りのシェルエットで精神世界に出現するが、シェルエットの状態でなくても精神世界に出現することが可能。

### 星の槍
太陽神がその昔使っていたとされる唯一の武器。名前に「槍」とつくが形は両の先端がとがった光る棒のようなもので、真ん中に一筋の線が入っている。形や大きさを持ち主の意思に応じて自在に変化させることが出来、今はビリーによって改造されネックレス状になった。また、太陽の光を吸収することで様々な能力が使える（現在判明している能力は敵の急所分析）。

### 宇宙船・メカ
カメ号
ロビンが所有している中型宇宙船。元々は、ドガが所有していたがどういうルーツで製造されたかは不明。中心部はロビンの住居スペースとなる。名前は2巻の設定資料集で明かされた。
蟹型戦闘機
第1話で登場の無人地上用戦闘機。攻撃は両腕に装備された爪で、威力は高いが無人戦闘機なのであまり精密な動きはできない。太陽神に覚醒したロビンによって粉々に破壊される。
ナガス
軍が誇る巨大戦艦。内部は要塞そのもので戦闘機を格納するプラットフォームやエンジンルーム等がある。作中で最大の大きさを持ち、鉄壁の防御力を誇っていたが第一部のラストであっけなく星の槍を装備したロビンに破壊される。
ビリー特製マッスルブリリアントドレス
ビリーがデザインした大型戦闘ロボット。乳首の部分がドリルになっており名前の通りドレスを着ているが、見た目によらず戦闘力は高い。イーライからは「ダサイ」と一蹴された。
ハンマーヘッド
機動力に優れた小型戦闘機。デザインのモチーフはサメ。ワイヤーアンカーという機能で標的の船を捕獲することが可能。モモはこの操縦が得意。

## 登場キャラクター

### 主要登場人物
ロビン
1歳（生まれてまだ1年）。ドガ博士によって古代の設計図から造りだされた生物兵器。ドガ博士が死んだあと瓦礫の山でうごめく太陽系の片隅に住んでいたがひょんなことから冥王星の脱獄囚、兎人種のうさ吉に飛来してくる。ロビンはうさ吉のことを友達と思い、うさ吉を後々から追ってきた軍と戦うために父親であるドガ博士と約束した三つの約束のうちの一つである「扉の向こうを開けてはならない」をやぶってしまう。扉の向こうには古代兵器であるロビンの力を引き出す「ネジ」があった。
性格は単純でマイペース。モンタギュー（モモ）に対してはデレデレしており女の子に弱い。父親から貰った巨大マフラーを大切にしており、いつも身にまとっている。人のように見えて非人間的な描写が多い。
身体的特徴は白髪。ややつり目。ネジを装着する右目の部分が赤色で、鼻は赤っ鼻。ちなみに彼の年齢の概念は人と違って実に不安定であいまい。初登場時は登場キャラの誰よりも小さかったが、ネジを装着するたびに成長し、現在は身長188cm。外見だけならば成人男性といえるが、表情や言動には時折、まだ生後約1年という幼さが覗く。生物模倣体（バイオミメシスボディ）であり、薬などは生身の人間と同じように作用する。また、ネジで変身すると髪が極端に逆立つ。また、ネジを装備しないと戦えないが完全に闇に打ち勝った場合、多くの潜在能力が覚醒する。
「重力衝波（クエーサーウェーブ）」という技で相手を失神させたり、手足にロケットに変化させて空中を飛行したり、星の槍を操って機動艦隊を粉砕するなど、その能力は驚異的でいまだ全貌は見えない。
宇佐うさ吉 / 本名：人（ムト）
36歳。バツイチの兎人種（セレノイド）。月精民族先代代表で月戦争を起こしたため冥王星の刑務所で736年以上の懲役を罰せられた男。物語の第1話で脱獄することに成功したがロビンの住む未惑星707に不時着した。以来ロビンと共に軍から追われながら地球を目指す。耳を触られるのが嫌い。首（オブト）に強い恨みを持っているようだが、原因は不明。性格は非常にずる賢くて策士と非常に中年的な性格。月精古武術の使い手。本人の身体能力は身体に似合わず超人的である。
モラジウモ・モンタギュー / 通称：モモ
太陽系連合軍（ソル）の特務部・大尉。18歳。種族は猿人種（アルフォイド）。ロビン捕獲のためにコロナファミリアに降り立つ。宇宙船が大破したロビンとうさ吉に高額な賞金が賭けられた「サテライトラックレース」に出場を誘い仲間になるがしかし彼女の行動はホワイトライで、仲間を装って星の子であるロビンを捕獲することが目的だった。現時点で唯一のまともな人間キャラであり美少女。年齢は十代後半。オブトに盲目的なまでの敬愛心を抱いており、天王星編では「赤の七」への入隊を志願し、彼らとともに天王星におりたつ。しかし天王星編最終話で、オブトへ造反。タイターニアへの陽子（プロトン）砲発射を制止しようとした。
ちなみに、彼女は作者が同人サークル虹色マンション時代、合同誌に登場させていたキャラクター（キャミソールのデザインが違うだけで彼女そのもの）でもある。
首（オブト）
太陽系連合軍（ソル）の特務部最高司令官大佐。36歳。種族は兎人種（セレノイド）。穏やかな雰囲気を身に纏っているが、性格は冷酷で残忍。目的のためならば手段をいとわない。ムトとは過去に何らかの関わりがある。
ガ・マナ
天王星牙族連邦のガ・ルーザ王の娘。9歳。種族は牙族こと猫人種（バステトイド）。生まれは天王星だが、幼い頃、軍（ソル）に敵対しされている天王星の政情下で彼女を育てることは危険だと王に判断され、ガザンと供にコロナ・ファミリアに預けられる。一人称は「僕」で男の子らしい格好を好むが紛れもない女の子。幼い容姿とは正反対の気丈な性格。自分の言動を客観視して反省することが出来る。
現在、軍（ソル）の侵略を受けたコロナ・ファミリアからロビンたちとともに逃亡し、天王星へと帰還。コロナ・ファミリアが軍（ソル）に侵略されたのはロビンとムトのせいだと考えており、特にロビンのことは化け物扱いしていたが、最近はロビンに助けられ、信頼できるようになった。なお、初登場時はうさ吉の二倍ほどの頭身だったが、天王星以後は彼とほぼ変わらない頭身をしている（明らかに縮んでいる）。

### 赤の七メンバー
ネム・ニムラ
（軍務部 伍長、所有武器：剣）
赤の七トップの実力を持つ（ナンバー1）。褐色の肌に金髪のレア混成種（ハイブリッド）の男。年齢は10代前半。今までの登場シーンでは、初登場時を除いてほぼ全て眠っており、また、気が乗らない任務の場合は目覚めないらしい。ニィニ・ニムラとは兄弟で、彼が弟。天王星編全編を通して眠ったままだった。
ルシファ・ムーン
（刑務部 曹長、所有武器：拳銃）
赤の七ナンバー4。尖った耳と丸まった尾を持つレア混成種（ハイブリッド）。二十代前半。変身すると巨大な狼になる。左眼に眼帯をしている。性格は残虐で好戦的。一対一の戦いや「強さ」にこだわるなどの潔い一面もある。特殊弾や地の利を生かした戦い方が得意。ナンバー3のガルシア・ヴァルカンとは仲が悪い。口癖は「豚」。
ポンコ・ポチョムキン
（警備部 兵長、所有武器：ナックルグローブ）
赤の七ナンバー5。人間離れした体格を持つレア混成種（ハイブリッド）。二十台半ば。幼児のような話し方をし、おもちゃで遊ぶように虐殺行為を楽しむ。一人称は「ポックン」。天王星にて星の子奪還計画に失敗し、ルシファに銃殺される。
リリィ
（特科部 中尉、所有武器：ゴーグル）
赤の七ナンバー2。一見生体部分を機械化しているように見えるが、その正体は何者かが遠隔操作で操っているロボット。武器のゴーグルから出るレーザーは命中箇所を内部から爆発させる能力を持つ。血液に対して偏執的な感情を抱いており、意味不明な言動が多い。
ガルシア・ヴァルカン
（特務部 軍曹、所有武器：二丁拳銃）
赤の七ナンバー3。茶色い毛の生えた耳と細長い尾を持つレア混成種（ハイブリッド）の男。変身姿は不明。二十代前半。軟派でふざけているような雰囲気を持つ一方で、賢さや冷静さを感じさせる言動も多い。上司であるモモに恋心を抱いており、現在天王星では彼女と行動をともにしている。天王星編最終話で、オブトと衝突したモモを逃がすためにフナムシの群れに立ち向かっていった。『外伝 スターゲイザー』の第一話でロビン達とともに表紙を飾っている。
駁（ブチ）
（刑務部 中尉、所有武器：合成棍棒）
赤の七ナンバー6。眼球突出しためん玉ウサギ。三十代後半。兎人種だが戦闘では月精古武術を使わず、かわりに武器の合成棍棒でひたすら対象を殴り殺した。「ヒィハハ！！」などの奇声を発する。戦闘狂。
ニィニ・ニムラ
（軍務部 伍長、所有武器：斧）
赤の七ナンバー7。弟のネムと同じ、褐色の肌に金髪の混成種（ハイブリッド）。年齢は二十代前半。体は大きいが規格外というほどではない。初老の男のような落ち着いた話し方をする寡黙な男。ネムが起きない任務では彼を背負って行動する。

### 未惑星707
エドガー・ドガ
元軍の科学者にしてロビンを造りだした人物。オブト一派に仲間を皆殺しにされ強制的にロビンを造りだした事を責め、ロビンと共に辺境の惑星に逃げる。ロビン誕生の際、暴走する彼の攻撃を直撃し盲目を患ってしまう。非常に責任感の溢れた人物で、危険なロビンを造ってしまったのにもかかわらず孫のように可愛がり、自分の最期を迎えるまでロビンを守ろうとした。また齢60を越えた老人であるにもかかわらず、大岩や巨大レーザ砲をも持ち上げる馬鹿力を持つ。

### コロナファミリア
モデロイールチン（イーライ）
齧歯人種（キューソイド）の元首。仲間と金を第一にしており、武力よりも知力に優れている真面目なリアリスト。現在は軍に監禁されており手も足も出せない状態となっている。
ガザン
イーライの側近の一人だがマナと共に天王星牙族の者。体の大きな黒い毛の猫人種（バステトイド）で見た目とは正反対に落ち着いた性格と優しい心を持つ。マナが幼い頃に彼女の側近を勤めて以来、壁となって彼女を守っていたが天王星編で赤の七の襲撃の際、崩れ落ちた天井からマナを庇うために下敷きとなったが、なんとか生き延びた。
ビリー
洋服店「オサレヤ」店主。やや小太りでオカマの犬人種（アヌビソイド）。年齢は四十歳半ば。第3話でロビンとうさ吉に、店を壊されたうえに売り物の衣服を盗まれた。清算してもらおうと二人を追いかけていたが、途中からイーライの命令で彼らを見張るようになった。
服屋だが同時にメカニックであり、ロビンの船の修理や操縦は主に彼（彼女？）が行う。第十五話では星の槍をロビンがネジと共に首から欠けられるようネックレスに改造したりもした。
また、彼の作る衣服は極細（ナノ）繊維という特殊な素材で織られたもの。着る者に合わせて自在に伸縮し、破れても自己修復することが出来る。ロビンの服が作中何度も破けながら変わらないのはこの特性のため。

## 書誌情報
本誌に載ったカラー扉絵等は削除され他のものに差し替えられている。オマケページで作者の加藤和恵自身がウサギの着ぐるみを着て登場する。作者曰く忙しくて中々オマケが描けないらしい。カバーを外すと設定資料集が載っている。
1. 2005年12月22日発売[2]
2. 2006年3月23日発売[2]
3. 2006年5月23日発売[2]
4. 2006年8月23日発売[2]
5. 2006年12月22日発売[2]

## 外伝 スターゲイザー
『月刊少年シリウス』2006年12月号から連載された。(実質的には1話で打ち切りだが、便宜上は休載扱い)時間軸は第一部から1年後の世界で、ロビンとうさ吉が爆弾生物「ボム」の脅威から人類を守る活躍を描いた外伝。表紙にはロビン、うさ吉と一緒に、モモとヴァルカンがいるが本編には登場していない。
キャラクター
コロリ
ロビンに父親を助けられた少年。平安時代風の麻呂風の眉毛をしている。黒髪、黒い耳を持つ混成種（ハイブリッド）。
フェニックス中尉
はぐれボム掃討にやってきた軍人。スレンダーな体躯にベリィショートという中性的な外見。言葉遣いが荒々しく、染髪、喫煙、ピアス、などのキャラクターは同じ軍人のモモとは対照的である。